# 特倫赫德靈山
47°31′54″N 15°00′36″E / 47.531771°N 15.009935°E

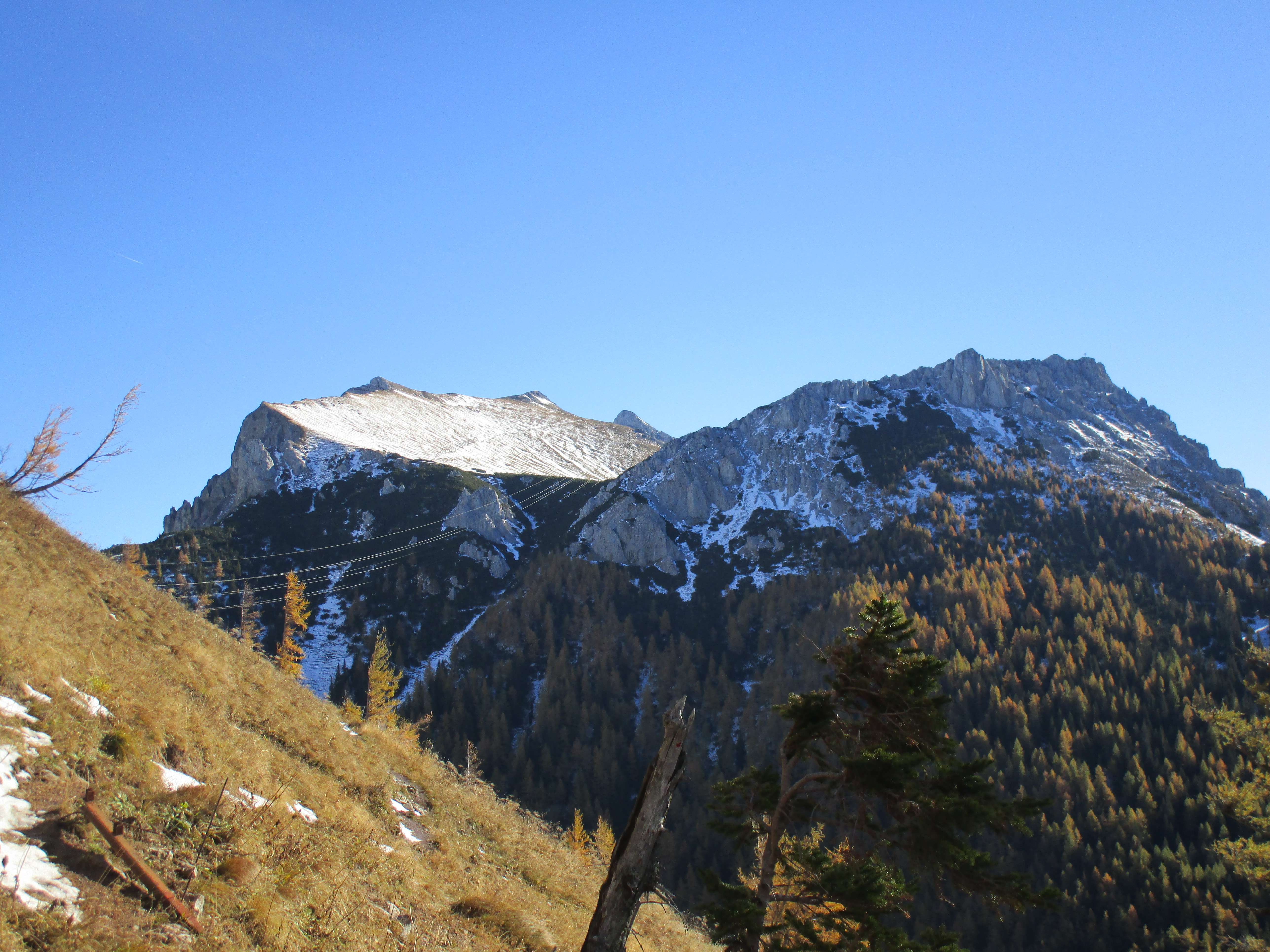

特倫赫德靈山（德語：Trenchtling），是奧地利的山峰，位於該國中部，由施泰爾馬克州負責管轄，屬於上施瓦布山脈的一部分，海拔高度2,081米。